# Буторин, Прохор Андрианович
Прохор Андрианович Буторин — советский хозяйственный, государственный и политический деятель, Герой Социалистического Труда.

## Биография
Родился в 1901 году в селе Уйское. Член КПСС.
С 1913 года — на хозяйственной, общественной и политической работе. В 1913—1961 гг. — работник по найму у зажиточных односельчан, красноармеец, участник Гражданской войны, участник подавлении Антоновского мятежа в Тамбовской губернии, работник местной сельхозартели «Память Ленина» села Уйское, тракторист, бригадир тракторной бригады Уйской машинно-тракторной станции Уйского района Челябинской области.
Указом Президиума Верховного Совета СССР от 8 июня 1951 года присвоено звание Героя Социалистического Труда с вручением ордена Ленина и золотой медали «Серп и Молот».
Делегат XX съезда КПСС.
Умер в селе Уйском в 1968 году.